# Здоров'я українського народу
Міжнародний благодійний фонд «Здоров'я українського народу» — благодійний фонд, який впроваджує лідерські та інноваційні програми для покращення якості, доступності та безпечності медичних послуг.
Фонд має право вести діяльність як на території України, так і в США та інших країнах. Лідери Фонду досліджують питання реалізації суспільно корисних соціальних проєктів, опановують навички комунікації з міжнародними та громадськими організаціями, із засобами масової інформації, владою, представниками бізнесу.

## Історія Фонду
За ініціативи американських та українських благодійників Фонд виник в грудні 2009 року. Фонд є партнером міжнародних організацій, зокрема Євразійської Ініціативи за безпеку пацієнтів. МБФ «Здоров'я українського народу» є також одним із організаторів Конкурсу «Національна Медична Премія», дійсним членом Американської Торговельної Палати, підписантом Української мережі Глобального договору ООН та одним із спонсорів Українського Католицького Університету. Наприкінці квітня 2011 року Український форум благодійників провів чергову відверту розмову на тему «Благодійність у сфері охорони здоров'я: основні гравці та правила гри». У ній взяв участь президент Фонду Сергій Сошинський, який підняв питання взаємодії ЗМІ та благодійних організацій:
«Слабке партнерство зі ЗМІ — ось ще одна наша проблема. Необхідно переконувати громадськість на користь системної благодійності. Ми маємо викликати представників міністерства на переговори. Але, на жаль, нас більше розглядають як джерело надходжень, а не як силу, яка може щось змінити».
8 вересня 2011 року Міжнародний благодійний фонд «Здоров'я українського народу» було прийнято до лав Всеукраїнської благодійної організації «Асоціація благодійників України».

## Засновники Фонду
- Сергій Сошинський — президент МБФ «Здоров'я Українського Народу», співголова Оргкомітету «Національної Медичної Премії»
- Дмитро Епішин, голова Комітету з Міжнародної Діяльності МБФ «Здоров'я Українського Народу»

## Наглядова рада
- Червак Руслан
- Мазепа Юлія[2]

## Місія та мета Фонду
Місія: збереження і зміцнення здоров'я українського народу
Мета: збереження і зміцнення здоров'я українського народу шляхом реалізації соціальних програм, які спрямовані на підвищення соціального статусу медичного працівника, покращення рівня медичного обслуговування та поширення знань серед населення про надання медичних послуг.

## Діяльність Фонду

### Програма «Соціальний Менеджер»
Програма передбачає навчання адміністраторів закладів охорони здоров'я за кордоном та інших заходів з метою покращення рівня менеджменту у закладах охорони здоров'я.

### Національна медична премія
Національна Медична Премія — найвища відзнака для тих, хто сприяє зміцненню здоров'я українського народу та розвитку системи охорони здоров'я. Конкурс «Національна Медична Премія» організовано Міжнародним благодійним фондом «Здоров'я українського народу» за підтримки Міністерства охорони здоров'я України. Співорганізатори конкурсу: «Всеукраїнська Асоціація Головних Лікарів», «Федерація громадських медичних об'єднань», «Державний фармакологічний центр» і Національний Музей Медицини України, "Перше Медичне Рекламне Агентство «Марсмедіа». Підсумки проєкту забезпечує діяльність експертів з медицини.
В рамках конкурсу Національної медичної премії створюється реєстр «ТОП100 в медицині» — щорічний незалежний загальноукраїнський реєстр найкращих лікарів, адміністраторів, викладачів, ректорів і середнього медичного персоналу, навчальних і лікувально-профілактичних установ та організацій системи охорони здоров'я України.

### Програма «Зірки за здоров'я»
Дана програма діє за підтримки Громадської Організації Зірок «Щастя» і передбачає популяризацію профілактики захворювань та пропаганду здорового способу життя. В рамках даної програми проходить акція «Будь щасливий та здоровий!»

### Банк благодійних подарунків
Для того, щоб проводити добрі справи у вигляді лотерей, аукціонів програмою передбачено, що організації та благодійники будуть робити внески у вигляді речей, послуг та інших ресурсів. Ці подарунки можуть отримати неприбуткові громадські організації, благодійні фонди, дитячі заклади. Для цього потрібно надіслати заявку-звернення на отримання благодійного подарунку, звернувшись за зразком до Фонду. Експертна Рада проєкту здійснює розгляд заявки і приймає рішення про надання чи відмову у наданні благодійного подарунка. Про це повідомляється листом на електронну чи поштову адресу організації, яка подала заявку на отримання благодійного подарунка.

### Програма «Лікарням від Серця»
Мета цієї програми — вдосконалення матеріально-технічної бази закладів охорони здоров'я, які лідирують в сфері медицини.

### Проєкт «Відродження традицій української поштової листівки»
Міжнародний благодійний фонд «Здоров'я українського народу» спільно з Київською дирекцію УДППЗ «Укрпошта» у жовтні 2011 року розпочав реалізацію соціального проєкту «Відродження української поштової листівки». У рамках проєкту в Україні вперше пройшла благодійна «Виставка-ярмарок листівок». Ця програма є можливістю для типографій і видавництв, які працюють в галузі виробництва і продажу листівок показати свій професіоналізм і дизайнерське мистецтво і отримати можливість перемогти у першому міжнародному конкурсі листівок. Метою програми є відродження традиції купівлі та відправлення поштових листівок по Україні та за кордон на національні та родинні свята з метою залучення благодійних пожертв, які будуть прозоро використані на реалізацію соціальних проєктів. Одним із завдань проєкту є потреба надати листівкам додаткового соціального статусу (Благодійна Поштова Листівка (БПЛ).
До участі у програмі були запрошені представники засобів масової інформації, жителі та гості Києва, медичні заклади, притулки для тварин, типографії. Листівки будуть продаватися в поштових відділеннях, ресторанних мережах, супермаркетах, магазинах, аптеках, торгових центрах, готелях і т. д. Таким чином, будь-яка людина зможе легко взяти участь у благодійності.

### Програма «Доброволець Добрих Справ»
Програма передбачає розвиток добрих добровільних справ в Україні. В рамках програми 7-8 вересня 2011 року Міжнародний благодійний фонд «Здоров'я українського народу» за підтримки міжнародного фонду «Відродження» у м. Києві організували тренінг для організацій і добровольців, що займаються питаннями допомоги паліативним хворим і їх родинам. dobro.lg.ua›literaturna_storinka.html

### Акція «Крок до життя»
Акція «Крок до життя» передбачає ряд заходів, які сприяють збиранню коштів, для поповнення фонду жертв Чорнобильської катастрофи. Для координації проєкту створено Опікунську Раду, до якої входять публічні представники та представники державних і недедержавних організацій. 26 вересня 2011 року — громадяни, які не байдужі до даної проблеми, у рамках акції, на знак пам'яті про наслідки аварії на ЧАЕС запалили свічки пам'яті на Софійській площі у Києві і виклали їх у формі знаку радіації, а також залишили пожертви у спеціальних скриньках. Некомерційна незалежна акція «Крок до життя» проходитиме щомісяця 26 числа з 19 до 22 години (на період 2011–2015 рр.) на Софійській площі міста Києва, а також в інших містах України. Результатами попередніх п'яти акцій став збір коштів у розмірі 8366 грн. з благодійних пожертв. Участь в акціях взяло 1500 осіб. Усі зібрані під час акції благодійні пожертви, перераховуються на ендавмент-рахунок Чорнобильської зони.

### Проєкт «Інформатика та медицина»
Інформатика та медицина — проєкт, який направлений на застосування новітніх технологій в медичній практиці, на розвиток телемедицини в Україні та медицини без кордонів, впровадження он-лайн консультацій для працівників медицини первинної ланки.

### Проєкт «Вечірна Школа Фандрайзингу»
Цей проєкт започатковано у 2010 році, який передбачає проведення «Вечірніх шкіл фандрайзерів». Метою проєкту є всеобуч працівників медицини в сфері фандрайзингу. Тобто, завдяки серії тренінгів учасники можуть навчитись планувати фандрайзингові кампанії та благодійні заходи, писати мотивуючі листи спонсорам, вести переговори з благодійниками, формувати бюджети, готувати проєкти та ін. Майстер-класи для співробітників НДО проводили Руслан Краплич і Олена Рудакова — представники Міжнародного фонду «Відродження».

### Благодійна акція «Вітамінки для дитинки»
З 1 серпня 2011 р. у межах діяльності Міжнародного благодійного фонду «Здоров'я українського народу» розпочав роботу «МедФармБанк».
У грудні 2010 р. під час проведення благодійної акції волонтери МБФ «Здоров'я українського народу» роздали 3352 флакони препарату КІДДІ Фарматон на загальну суму 143 тис. грн. Діти — вихованці інтернатів, дитячих будинків та з малозабезпечених сімей у 10 регіонах України отримали вітаміни, щоб провести профілактику захворювань та підвищити імунітет. До «МедФармБанку» залучені лікарські засоби, дієтичні добавки, вироби медичного призначення, які волонтери розподілятимуть серед організацій, що опікуються малозабезпеченими верствами населення.